# Zwiki
Zwiki é um software wiki escrito em Python e baseado no servidor de aplicações Web Zope 2. Ele foi desenvolvido pela Joyful Systems e por colaboradores do mundo todo, e é um software livre lançado sob a licença GNU.
Zwiki suporta diferentes estilos de marcação wiki, incluindo MoinMoin, Texto estruturado e Texto reestruturado, mas também possibilita a edição de páginas em LaTeX ou em HTML wysiwyg. Zwiki também pode co-existir com o sistema gerenciador de conteúdo Plone. O Zope 2 e Zope3 utilizam o Zwiki para parte de sua documentação.
Zwiki também oferece discussão de e-mail integrada, um rastreador de incidente integrado, suporte a internacionalização, controle de acesso preciso (utilizando a funcionalidade do Zope Application Server ACL) e muitas outras funcionalidades opcionais como urls fuzzy, hierarquia automática de páginas, utilização de editores externos, scripts DTML embutidos e feeds RSS para páginas novas e alteradas.

## Backend de armazenamento
Devido à utilização do servidor de aplicações Zope, as páginas Zwiki são por padrão armazenadas no banco de dados backend orientado a objetos ZOBD.